# John Boyd Dunlop
John Boyd Dunlop, född 5 februari 1840 i Dreghorn, North Ayrshire, Skottland, död 23 oktober 1921 i Dublin, Irland, var en skotsk uppfinnare och veterinär som tillbringade större delen av sin karriär i Irland.  Han var grundare av företaget Dunlop Tyres.

## Biografi
Dunlop föddes på en gård i Dreghorn, North Ayrshire, och studerade till veterinär vid Dick Vet, University of Edinburgh, ett yrke som han utövade i nästan tio år hemma innan han flyttade till Downpatrick, Irland 1867. 
Ganska tidigt i sitt liv fick han höra att han haft en för tidig födsel, två månader innan hans mor hade förväntat sig. Han var övertygad om att hans hälsa var känslig och agerade i enlighet med detta, men han hade ingen allvarlig sjukdom förrän han fick en förkylning i oktober 1921, 81 år och avled oväntat. Sir Arthur Du Cros beskrev honom som en öppen och trevlig man men medveten om sina förmågor.
Han gifte sig med Margaret Stevenson 1871 och de fick en dotter och en son. Han etablerade Downe Veterinary Clinic i Downpatrick med sin bror James Dunlop innan han flyttade till en praktik i Belfast, där han i mitten av 1880-talet var en av Irlands största praktiker.

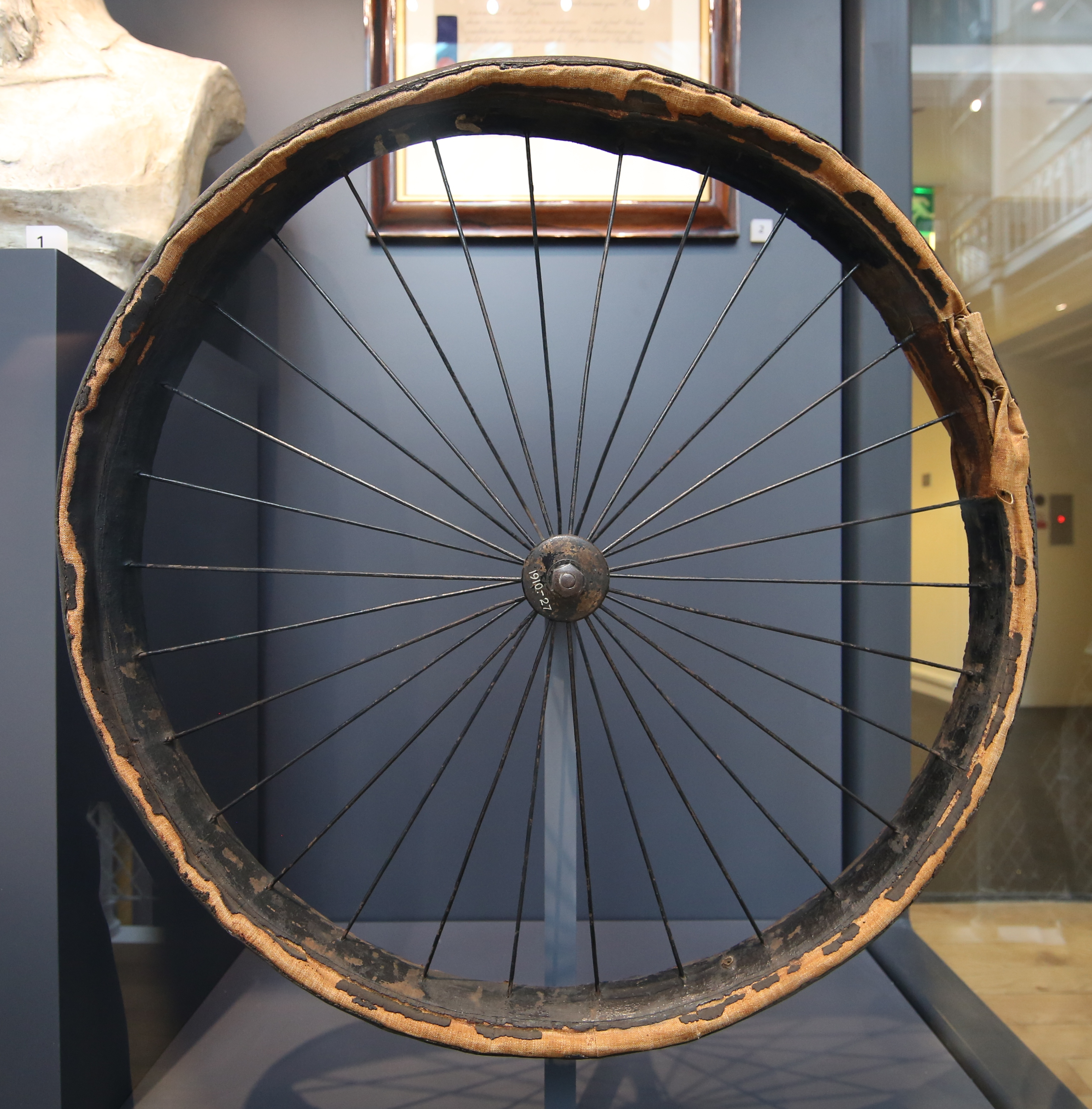
Dunlops första pneumatiska cykeldäck National Museum of Scotland

Dunlop kom 1887 på idén att förse sin sons trehjuliga cykel med luftringar, bestående av en tunnare, inre gummislang, fylld med luft, och en yttre tjockare, klistrad vid fälgen. Denna ringkonstruktion var i avseende på elasticitet så överlägsen de hittills använda massiva gummiringarna, att den, efter några förbättringar, snart medförde en snabb utveckling för såväl cyklar som senare bilar. 
Dunlop tog 1888 patent på sin pneumatiska ring, men sålde sina rättigheter till de pneumatiska däcken till ett företag, som han bildade med chefen för Irish Cyclists 'Association, Harvey Du Cros, för en liten kontant summa och ett litet aktieinnehav i deras pneumatiska däckverksamhet. Dunlop drog sig tillbaka 1896. År 1890 bildades ett bolag för tillverkningen. Detta ombildades 1896 till The Dunlop pneumatic Tyre co. och 1899 till Dunlop rubber company. Det pneumatiska däcket revolutionerade cykelindustrin, som utvecklades kraftigt efter införandet av J.K. Starleys säkerhetscykel 1885.

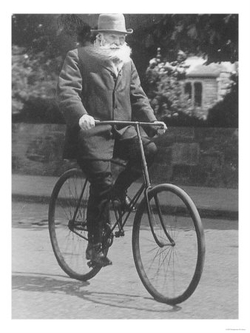
Dunlop på en cykel ca 1915

Även om han själv inte deltog efter 1895 kom Dunlops pneumatiska däck vid en avgörande tid i utvecklingen av vägtransporter. Hans kommersiella produktion av cykeldäck började i slutet av 1890 i Belfast, men produktionen av bildäck började inte förrän 1900, långt efter hans pensionering. Dunlop gjorde ingen stor förmögenhet med sin uppfinning.

## Arvet efter Dunlop
Även om Dunlop Pneumatic Tire Company inte längre finns som företag, lever Dunlop-namnet vidare i ett antal Dunlop-märkta produkter, såsom fordons-, flyg-, industri- och sportprodukter världen över. Dunlopvarumärket visas ofta som en företagsponsor för internationella sportevenemang som tävlingar och tennismatcher.
På 1980-talet firades Dunlop i Nordirland när hans bild presenterades på 10-pundsedlarna som utfärdades av Northern Bank som en del av deras uppfinnarserie. Sedlarna har emitterats flera gånger, och sedlarna med Dunlops bild (nu utgivna av Danske Bank) är fortfarande i omlopp än idag.
År 2005 infördes Dunlop i Automotive Hall of Fame. En aveny i staden Campinas, i sydöstra Brasilien, är också uppkallad efter honom som en hedersbetygelse på att en Dunlop däckfabrik etablerats där 1953.